# Godzina po godzinie - podsumowanie dnia
Godzina po godzinie – podsumowanie dnia – polski magazyn informacyjny emitowany na antenie TVP Info od 2 marca 2015 do 29 lutego 2016.

## Formuła programu
W programie podsumowuje się najważniejsze wydarzenia dnia w kolejności chronologicznej. Trwa około 40 minut. Pod koniec wydania prowadzący rozmawia z prezenterem pogody o najbliższych wydarzeniach meteorologicznych. Jego poprzednikiem był magazyn Z dnia na dzień.

## Emisja
- Pora emisji to zwykle 22:55.
- Wyjątek stanowią każde czwartki (przez emisję programu Jan Pospieszalski: Bliżej) i niedziele (z powodu emisji programu Sportowa Niedziela), wtedy magazyn emitowany był o 23:15.
- Na stacji TVP Info można było także obejrzeć powtórki programu - codziennie o 4:55.

## Prowadzący
Jednymi z pierwszych prowadzących program byli: Michał Adamczyk (poprowadził pierwsze wydanie programu), Mariusz Pietrasik i Jarosław Kulczycki. W kwietniu 2015 Igor Sokołowski zadebiutował jako prowadzący program, a w styczniu 2016 Marek Durmała. Program prowadzili także Piotr Maślak i Marcin Kowalski.